# Theodor Liebknecht
Theodor Liebknecht, född 1870 i Leipzig, död 1948 i Altendorf, tysk socialistisk politiker. Son till Wilhelm Liebknecht och bror till Karl Liebknecht. Han blev politiskt aktiv först efter mordet på brodern 1919, men till skillnad från sin bror var han aldrig kommunist utan socialdemokrat. 
Theodor Liebknecht var aktiv inom det mindre socialdemokratiska partiet Unabhängige Sozialdemokratische Partei Deutschlands (USPD), och var dess ordförande från 1924 till 1931, då partiet och Liebknecht anslöt sig till det nya Sozialistische Arbeiterpartei Deutschlands (SAPD). Efter nazisternas maktövertagande i Tyskland flydde Liebknecht till Schweiz.